# Třída Cutlass
Třída Cutlass je třída hlídkových člunů britského královského námořnictva. Jsou určeny pro službu v Gibraltaru. Celkem byly objednány dvě jednotky této třídy. Ve službě nahradí plavidla třídy Scimitar.

## Stavba

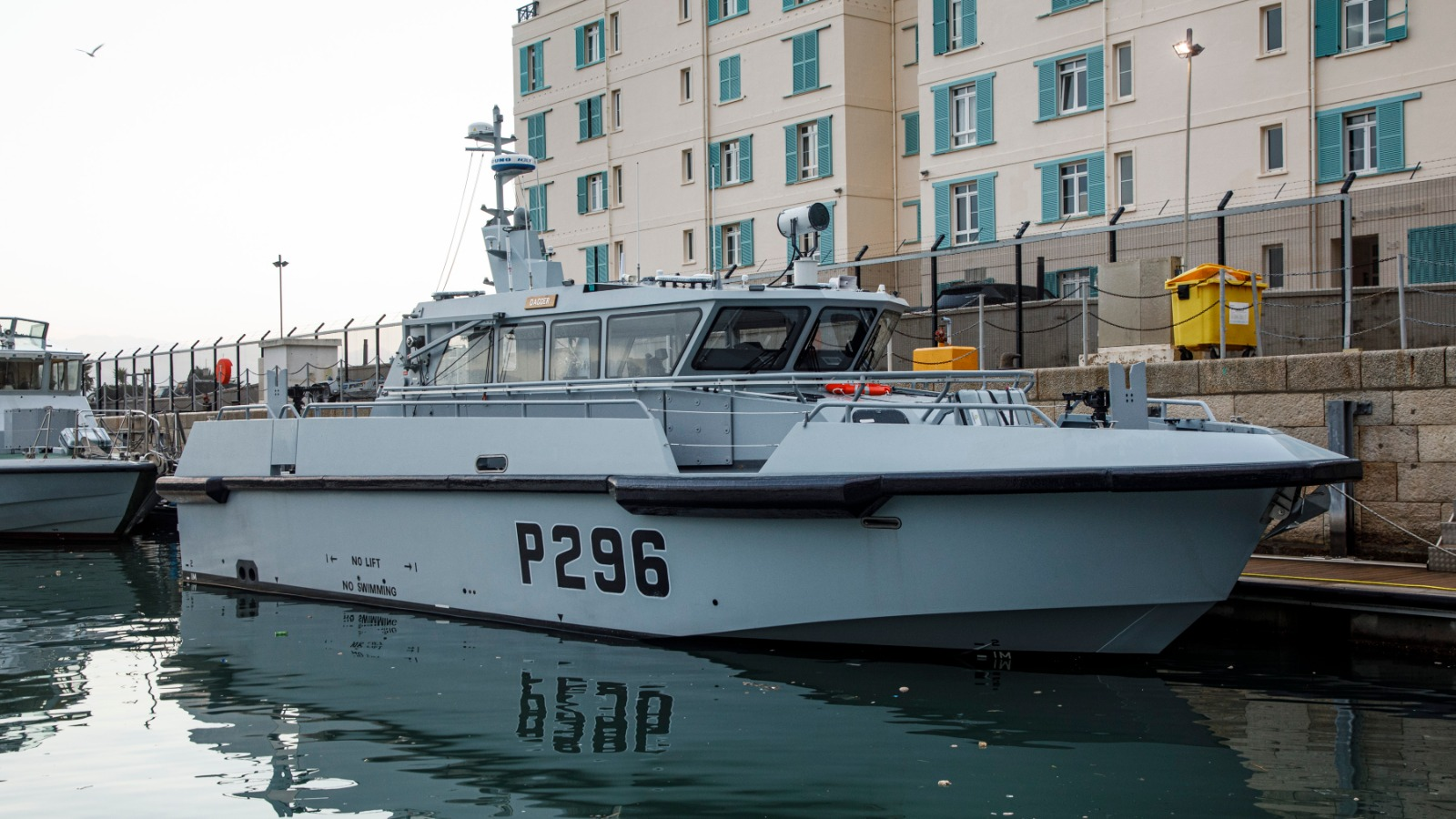
HMS Dagger (P296)

Tendr na náhradu dvojice hlídkových člunů třídy Scimitar byl ministerstvem obrany vypsán roku 2018. V červenci 2020 bylo rozhodnuto, že plavidla postaví podle projektu HPB-1900 společnosti BMT loděnice Marine Specialised Technology (MST) Workboats v Merseyside. Ještě v červenci 2020 byly zahájeny práce na stavbě prototypu. Člunům byla přidělena jména HMS Cutlass (P295) a HMS Dagger (P296). Na konci roku 2021 prototypový člun Cutlass absolvoval první sérii zkoušek. Do služby byl přijat 4. května 2022. Sesterská loď Dagger byla do služby přijata 15. července 2022.

## Konstrukce

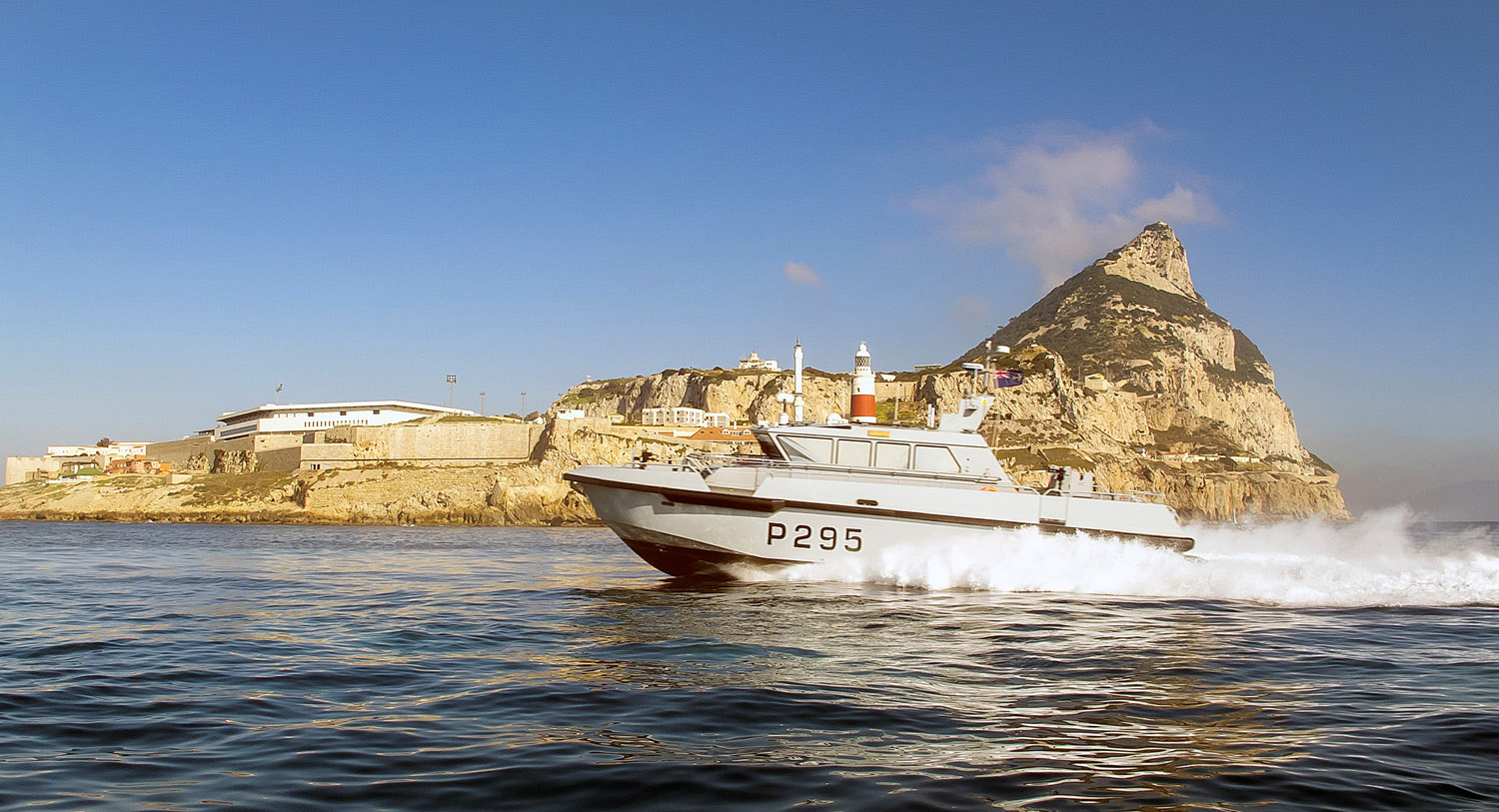
HMS Cutlass (P295)

Kromě šestičlenné posádky čluny mohou přepravovat až šest dalších osob. Výzbroj tvoří až tři kulomety do ráže 12,7mm (jedna na přídi a dvě na zádi). Pohonný systém tvoří tři diesely Volvo Penta D13-1000 každý o výkonu 1000 hp, pohánějící trojici vodních trysek Marine Jet Power MJP350X. Nejvyšší rychlost dosáhne 40 uzlů.